# Скомацьк-Великий (Вармінсько-Мазурське воєводство)
Скомацьк-Великий (пол. Skomack Wielki, нім. Skomatzko, 1938-45: Dippelsee) — село в Польщі, у гміні Старі Юхи Елцького повіту Вармінсько-Мазурського воєводства.
Населення — 241 особа (2011).
У 1975-1998 роках село належало до Сувальського воєводства.

## Демографія
Демографічна структура станом на 31 березня 2011 року:
|          | Загалом | Допрацездатний вік | Працездатний вік | Постпрацездатний вік |
| -------- | ------- | ------------------ | ---------------- | -------------------- |
| Чоловіки | 131     | 31                 | 90               | 10                   |
| Жінки    | 110     | 20                 | 57               | 33                   |
| Разом    | 241     | 51                 | 147              | 43                   |